# Rumen Geczew
Rumen Wasilew Geczew, bułg. Румен Василев Гечев (ur. 4 października 1956 w m. Czerwen brjag) – bułgarski polityk, ekonomista i nauczyciel akademicki, poseł do Zgromadzenia Narodowego, w latach 1995–1997 wicepremier i minister.

## Życiorys
Ukończył studia z zakresu ekonomii politycznej w wyższym instytucie ekonomicznym WII „Karl Marks”, przekształconym później w Uniwersytet Gospodarki Narodowej i Światowej. Został nauczycielem akademickim na tej uczelni. Odbywał staże naukowe na uczelniach amerykańskich. W latach 1987–1991 był zarejestrowany jako tajny współpracownik policji politycznej KDS.
W latach 90. zaangażował się w działalność polityczną w ramach Bułgarskiej Partii Socjalistycznej. W 1994 został wybrany na posła do Zgromadzenia Narodowego 37. kadencji. Od 1995 do 1997 był wicepremierem oraz ministrem rozwoju gospodarczego w rządzie Żana Widenowa. Później wycofał się z działalności publicznej, powracając do pracy naukowej na macierzystej uczelni.
W maju 2013 ponownie uzyskał mandat deputowanego do bułgarskiego parlamentu, który utrzymywał w wyborach w październiku 2014, marcu 2017, kwietniu 2021, lipcu 2021, listopadzie 2021, październiku 2022 i kwietniu 2023.